# Olha Mukomol
Olha Mukomol –en ucraniano, Ольга Мукомол– (Bila Tserkva, URSS, 13 de marzo de 1979) es una deportista ucraniana que compitió en natación.
Ganó tres medallas en el Campeonato Europeo de Natación entre los años 2000 y 2004.

## Palmarés internacional
| Campeonato Europeo | Campeonato Europeo   | Campeonato Europeo | Campeonato Europeo |
| Año                | Lugar                | Medalla            | Prueba             |
| ------------------ | -------------------- | ------------------ | ------------------ |
| 2000               | Helsinki (Finlandia) | Medalla de bronce  | 50 m libre         |
| 2002               | Berlín (Alemania)    | Medalla de bronce  | 4 × 100 m estilos  |
| 2004               | Madrid (España)      | Medalla de plata   | 4 × 100 m estilos  |